# Teresópolis Futebol Clube
Teresópolis Futebol Clube é uma agremiação esportiva de Teresópolis.[carece de fontes?] Em 2019 disputou o Campeonato Carioca Série C. Em 22 de novembro de 2023, o clube foi desfiliado da Federação de Futebol do Estado do Rio de Janeiro.

## História

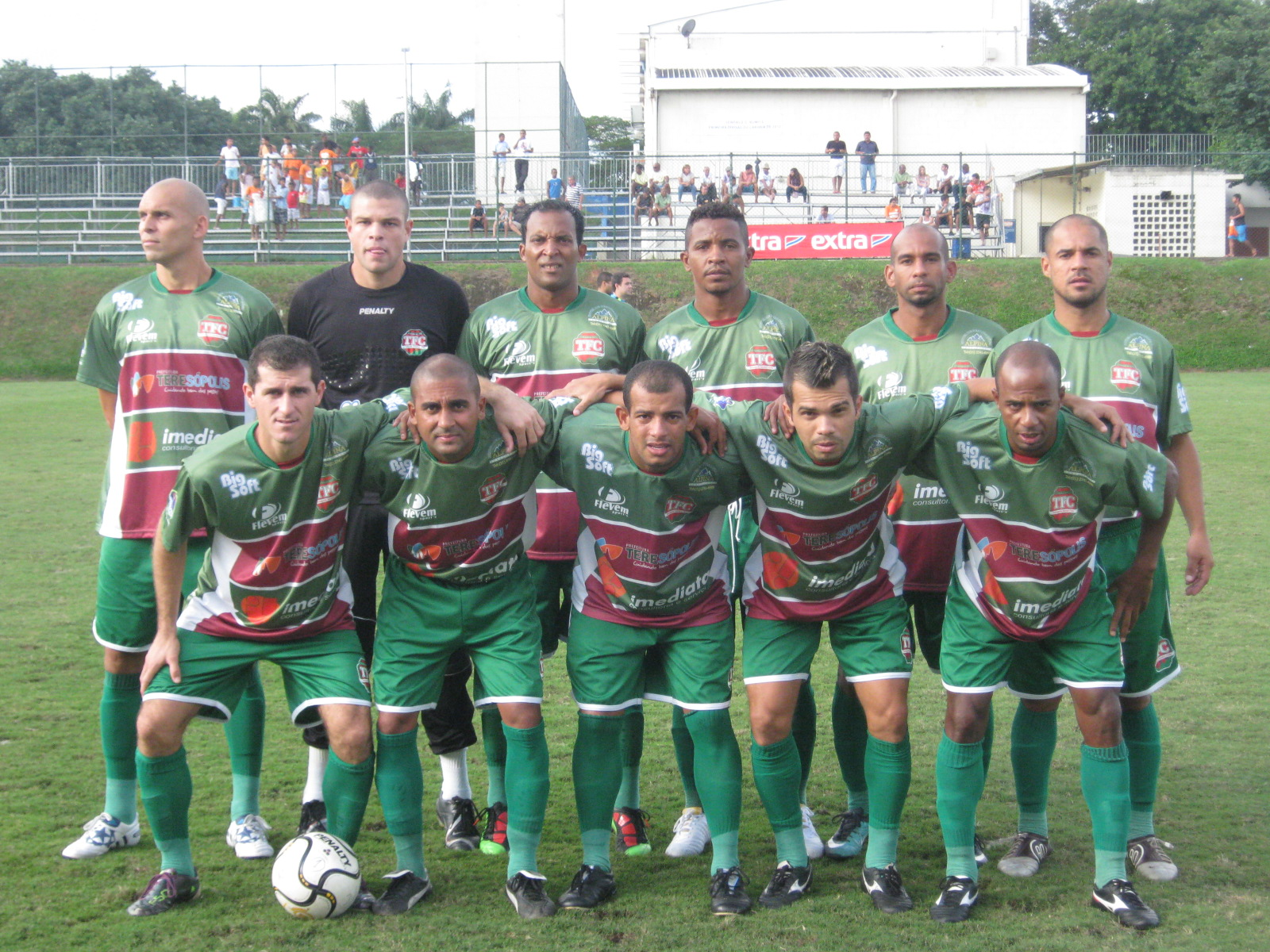
Time Profissional do Teresópolis em 2011

O clube disputou o edições das séries B1, B2 e C, Campeonato Fluminense, Campeonato Citadino de Teresópolis e o Torneio Amistoso de 2016.[carece de fontes?]

## Estatísticas

### Participações
| Competição                               | Temporadas | Melhor campanha     | Estreia | Última | P | R |
| ---------------------------------------- | ---------- | ------------------- | ------- | ------ | - | - |
| Série B1 do Carioca                      | 2          | 11º colocado (2011) | 2011    | 2012   | – | – |
| Série B2 do Carioca                      | 4          | 7º colocado (2007)  | 2005    | 2014   | – | – |
| Série C do Carioca                       | 3          | 4º colocado (2019)  | 2017    | 2019   | – |   |
| Campeonato Fluminense[carece de fontes?] | 3          | 9º colocado (1941)  | 1941    | 1944   | – | – |
| Citadino de Teresópolis                  | ?          | Desconhecido        | 1957    | 1957   | – | – |
| Torneio Amistoso da FERJ                 | 1          | 4º colocado (2016)  | 2016    | 2016   | – | – |